# 58e régiment d'infanterie coloniale
Le 58e Régiment d'Infanterie Coloniale est une unité de l'armée française.

## Création et différentes dénominations
- 21 mars 1915 - Création du 8e régiment mixte colonial
- 7 août 1915 - Devient le 58e Régiment d'Infanterie Coloniale
- 16 mai 1917 - Dissolution

## Drapeau du régiment
Il porte les inscriptions:
- KEREVES-DERE 1915
- LA SOMME 1916

## Première Guerre mondiale

### Historique

#### 1915
- À partir du 6 janvier 1915 : préparatifs à Lemnos d'une offensive dans la péninsule de Gallipoli.
- À partir du 17 août : 
  - 6e combat du Kéréves Déré, puis organisation d'un secteur dans cette région.
  - Évacuation de la péninsule de Gallipoli et transport à Moudros.
  - Formation d'une brigade, au moyen d'éléments européens du C.E.D. stationnés à Moudros, Ténédos et Mytilène.

#### 1916
Bataille de la Somme

## Personnages célèbres ayant servi au58eRIC
- Désiré Bianco, plus jeune mort pour la France de la Première Guerre mondiale, tué lors d'une charge à Gallipoli
- Ibrahim Dinah Salifou, fils de Dinah Salifou (roi des Nalous)

## Sources et bibliographie
- Historique du 58me regnt d'infanterie coloniale pendant la grande guerre 1914-1918, Toulon, Impr. Mouton et Combe, 1921, 31 p., lire en ligne sur Gallica.